# Иван Давидков
Иван Давидков Иванов е български поет, белетрист и есеист.

## Биография
Роден е в монтанското село Живовци на 9 март 1926 г. Учи в Берковица и Фердинанд (днес град Монтана), завършва славянска филология в Софийския държавен университет през 1951 г. Член на Съюза на българските писатели от 1949 г. Работи във вестник „Септемврийче“, кинематографията, детско-юношеската редакция на радио „София“. В последните 18 години от живота си е главен редактор в издателство „Български писател“ (1968-1986). Автор е на стихосбирки за деца и юноши, на сборници с лирика, на романи, на сборници с есеистика.
През 1958-1959 г. е в Украйна и Беларус по линия на културна спогодба, изучава украински и беларуски език и се запознава с видни представители на украинската и беларуската литература.
Превежда произведения предимно на украински и беларуски творци: Володимир Сосюра, Ярослав Смеляков, Михаил Дудин, Самуил Маршак, Платон Воронко и други.
Носител на националната награда „Петко Р. Славейков“ (1988).
Иван Давидков е и талантлив живописец. Негови платна са излагани на изложби във Варна, Монтана и София приживе и след кончината му.
Умира в София на 6 август 1990 г.